# Peter Tali Coleman
Peter Tali Uifa'atali Coleman (ur. 8 grudnia 1919 roku w Pago Pago, Samoa Amerykańskie, zm. 28 kwietnia 1997 roku w Honolulu, Hawaje) – polityk Samoa Amerykańskiego. 
Pierwszy rodowity Samoańczyk mianowany przez władze Stanów Zjednoczonych na urząd gubernatora Samoa Amerykańskiego (swój urząd pełnił od 15 października 1956 roku do 24 maja 1961 roku). Pierwszy demokratycznie wybrany gubernator Samoa Amerykańskiego (swój urząd sprawował od 3 stycznia 1978 roku do 3 stycznia 1985 roku). Ponownie pełnił funkcję gubernatora od 2 stycznia 1989 roku do 3 stycznia 1993 roku. Założyciel Rady Rozwoju Basenu Pacyfiku grupującej amerykańskie terytoria zależne na Oceanie Spokojnym. Był także starszym oficerem w administracji byłych Powierniczych Wysp Pacyfiku, które obejmowały obecne Palau, Mariany Północne, Wyspy Marshalla i Mikronezję.